# Liste der Kulturgüter in Erlinsbach SO
Die Liste der Kulturgüter in Erlinsbach SO enthält alle Objekte in der Gemeinde Erlinsbach im Kanton Solothurn, die gemäss der Haager Konvention zum Schutz von Kulturgut bei bewaffneten Konflikten, dem Bundesgesetz vom 20. Juni 2014 über den Schutz der Kulturgüter bei bewaffneten Konflikten sowie der Verordnung vom 29. Oktober 2014 über den Schutz der Kulturgüter bei bewaffneten Konflikten unter Schutz stehen.
Objekte der Kategorie A sind im Gemeindegebiet nicht ausgewiesen, Objekte der Kategorie B sind vollständig in der Liste enthalten, Objekte der Kategorie C fehlen zurzeit (Stand: 1. Januar 2023).

## Kulturgüter
| Foto |                                                                      | Objekt                                | Kat. | Typ | Standort                                          | Beschreibung |
| ---- | -------------------------------------------------------------------- | ------------------------------------- | ---- | --- | ------------------------------------------------- | ------------ |
| ja   | Datei hochladen · Wikidata zu Alte Schmitte (Q29880736)              | Alte Schmitte KGS-Nr.: 04617          | B    | G   | Niedererlinsbach, Hauptstrasse 1 643013 / 249747  |              |
| ja   | Datei hochladen · Wikidata zu Ehemaliges altes Schulhaus (Q29880738) | Altes Schulhaus KGS-Nr.: 11206        | B    | G   | Niedererlinsbach, Rainlistrasse 3 642982 / 249621 |              |
| ja   | Datei hochladen · Wikidata zu Gasthaus zum Löwen (Q29880740)         | Gasthaus zum Löwen KGS-Nr.: 11207     | B    | G   | Niedererlinsbach, Gösgerstrasse 1 643045 / 249714 |              |
| ja   | Datei hochladen · Wikidata zu Ehemalige Schütti (Q29880731)          | Ehemalige Schütti KGS-Nr.: 13461      | B    | G   | Niedererlinsbach, Dorfplatz 14 642957 / 249707    |              |
| ja   | Datei hochladen · Wikidata zu Kapelle St. Laurentius (Q29880735)     | Kapelle St. Laurentius KGS-Nr.: 13558 | B    | G   | Obererlinsbach, Hauptstrasse 111 642938 / 250648  |              |
| ja   | Datei hochladen · Wikidata zu Gemeindehaus (Q29880741)               | Gemeindehaus KGS-Nr.: 13954           | B    | G   | Niedererlinsbach, Dorfplatz 1 643011 / 249706     |              |